# Darmstadtium
Pour les articles homonymes, voir Ds.
Le darmstadtium (symbole Ds) est l'élément chimique de numéro atomique 110. Il a été synthétisé pour la première fois en novembre 1994 par une réaction 208Pb (62Ni, n) 269Ds au Gesellschaft für Schwerionenforschung (GSI) de Darmstadt, en Allemagne, et a reçu son nom définitif en août 2003 en référence à la ville où il a été observé pour la première fois.
Il s'agit d'un transactinide très radioactif, dont l'isotope connu le plus stable, le 281Ds, a une période radioactive d'environ 9,6 s. Situé sous le platine dans le tableau périodique des éléments, il appartiendrait au bloc d et présenterait des propriétés chimiques de métal de transition. Il aurait en particulier des propriétés de métal noble et appartiendrait au groupe du platine.

## Historique
Il a été synthétisé pour la première fois le 9 novembre 1994 par Peter Armbruster et Gottfried Münzenberg, par le bombardement d'atomes de plomb 208 par des ions nickel 62, sous la direction du professeur Sigurd Hofmann au Centre de recherche sur les ions lourds (Gesellschaft für Schwerionenforschung, GSI) de Darmstadt en Allemagne.
62
28Ni + 208
82Pb ⟶ 270
110Ds* ⟶ 269
110Ds + 1
0n.
Après vérification de la découverte en 2001, les découvreurs proposèrent le nom, qui fut adopté par l'UICPA le 16 août 2003.

## Isotopes
Huit radioisotopes sont connus, de 267Ds à 281Ds (dont un non confirmé), ainsi que trois isomères (dont un non confirmé). L'isotope à la plus grande durée de vie connue est 281Ds, qui se décompose en hassium 277.